# Adamów (gmina Lipnik)
Adamów – wieś w Polsce położona w województwie świętokrzyskim, w powiecie opatowskim, w gminie Lipnik.
W latach 1975–1998 miejscowość należała administracyjnie do województwa tarnobrzeskiego.